# Camillo Tarquini
Camillo Tarquini (Marta, 27 settembre 1810 – Roma, 15 febbraio 1874) è stato un cardinale, etruscologo e giurista italiano.

## Biografia
Camillo Tarquini entrò nella Compagnia di Gesù il 27 agosto 1837. Già prima del suo ingresso aveva pubblicato la tesi di dottorato in diritto canonico, intitolata Institutionum juris canonici tabulae synopticae juxta ordinem habitum a Joanne Devoti (Roma, 1835). Ricoprì la cattedra di diritto canonico al Collegio Romano e si fece un nome come canonista. Oltre alla pubblicazione di numerose opere, collaborò per varie riviste, in particolare La Civiltà Cattolica. La sua prima opera giuridica, che lo rese famoso a livello internazionale, è il trattato sul Placet o Exequatur regio alle bolle papali (Roma, 1851), che fu tradotto in tedesco, spagnolo e francese. Questo trattato venne ripubblicato in appendice alla sua principale opera giuridica: Juris ecclesiastici publici Constitutiones (Roma, 1862), che ebbe quattordici edizioni. L'opera fu tradotta in francese (Bruxelles, 1868). Altre opere di diritto canonico sono il trattato sul Concordato del 1801 (Roma, 1871), e una disquisizione sul privilegio paolino (pubblicata postuma nel 1888).
Tarquini si dedicò anche a studi di archeologia, specializzandosi in storia e lingua etrusca. Al 1847 risale la pubblicazione del Breve commento di antiche iscrizioni appartenenti alla città di Fermo, dedicato all'analisi delle epigrafi latine scoperte nelle recenti campagne di scavo in Italia centrale. Nel 1862 Tarquini pubblicò la Dichiarazione dell'epigrafe del lampadario di Cortona, subito seguita da un trattato di argomento più generale dal titolo Dissertazioni intorno ad alcuni monumenti etruschi (Roma, 1862). Tra il 1857 e il 1858 Tarquini pubblicò una serie articoli sulle antichità etrusche per La Civiltà Cattolica. I più noti sono: Origini italiche e principalmente etrusche rivelate dei nomi geografici (Ser. 3, Vol. VI); I misteri della lingua etrusca (Vol. VIII); Iscrizioni etrusche in monumenti autofoni (Vol. IX); Dei vasi etruschi divinatorii (Vol. X); Iscrizione etrusca di Perugia (Vol. XI); e Sopra il semitismo della lingua etrusca (Ser. 4, Vol. VII). Scrisse anche una grammatica etrusca e un dizionario della lingua etrusca rimasti inediti. Altri trattati archeologici sono Della iscrizione della cattedra Alessandrina di San Marco (1868), e De L'origine des phéniciens et de leur identité avec les Pasteurs qui envahirent l'Égypte (1870). Tarquini fu membro della Pontificia accademia romana di archeologia e dell'Imperiale e Reale Accademia delle Scienze di Lucca. Fu anche presidente della sezione storico-archeologica dell'Accademia de' Quiriti.
Papa Pio IX lo elevò al rango di cardinale nel concistoro del 22 dicembre 1873, solo pochi mesi prima della sua morte, avvenuta il 15 febbraio 1874 all'età di 63 anni.